# Piața Universității

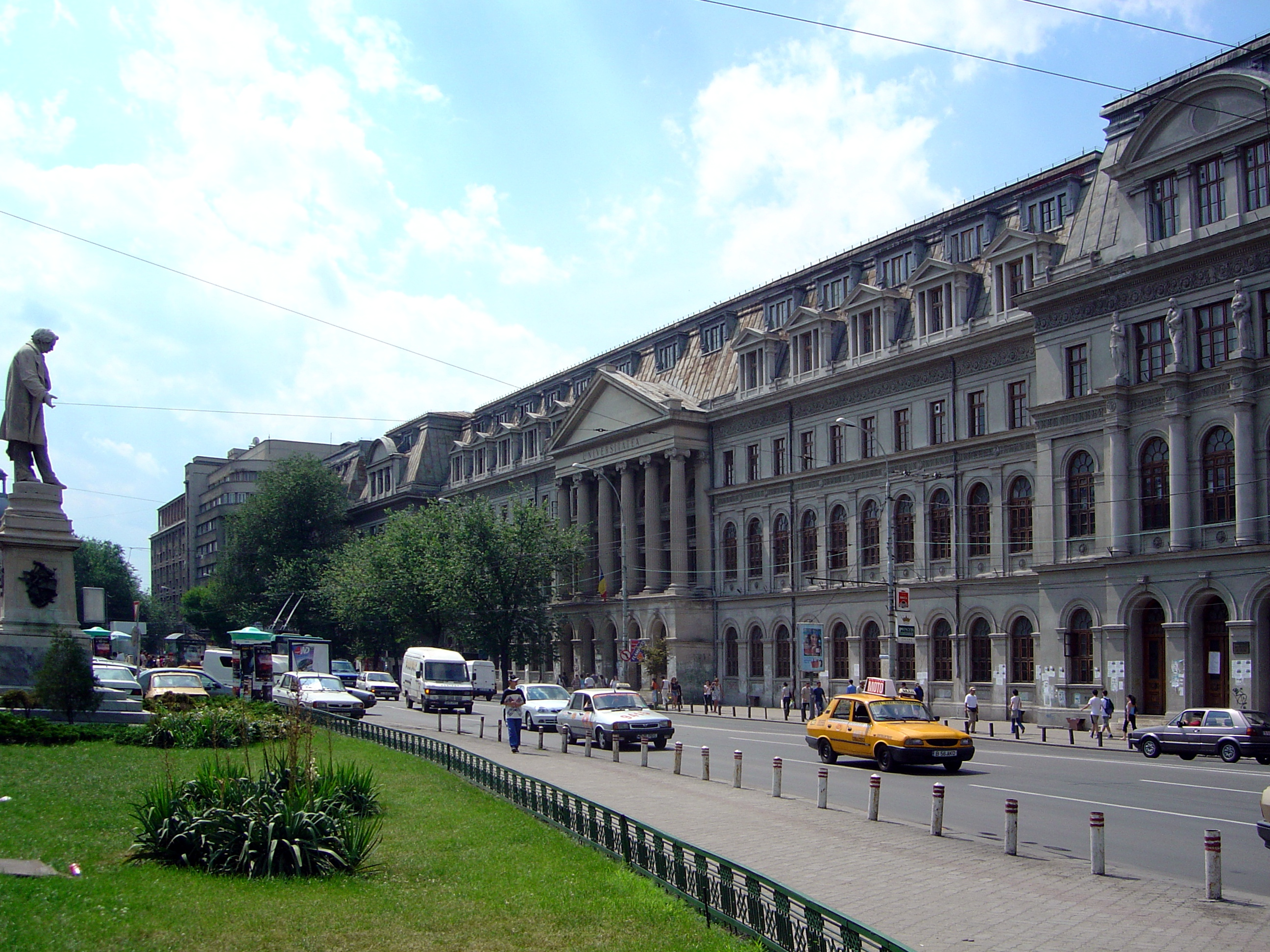
Piața Universității, vista desde las cuatro estatuas.

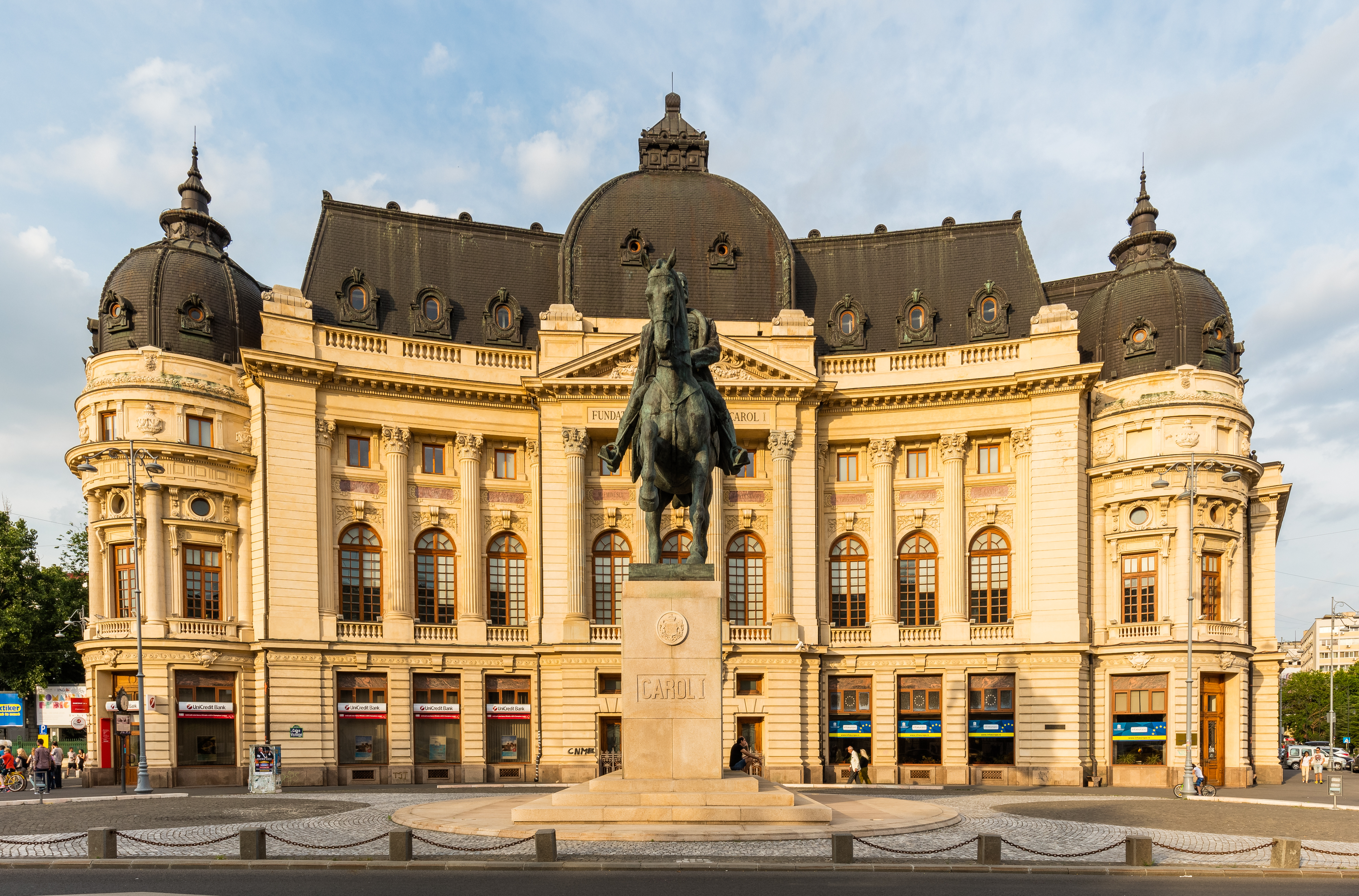
Vista de la Biblioteca Central de la Universidad de Bucarest desde la plaza.

Piața Universității (en castellano, Plaza de la Universidad) es una céntrica plaza de la ciudad de Bucarest, la capital de Rumanía. Se halla al lado de la Universidad de Bucarest. En la plaza también se hallan el Teatrul Național Ion Luca Caragiale București y el Hotel InterContinental Bucarest, uno de los edificios más altos de la ciudad.
A lo largo de la plaza, justo en frente de la Universidad, hay cuatro estatuas:
- Miguel el Valiente (1874)
- Ion Heliade Rădulescu (1879)
- Gheorghe Lazăr (1889)
- Spiru Haret (1932)

En esta plaza tuvo lugar, en 1990, la Golaniada, una protesta pacífica estudiantil en contra de los comunistas rumanos que previamente habían ostentado el poder. Sin embargo, la protesta terminó en un baño de sangre cuando el presidente Ion Iliescu llamó a las asociaciones de mineros de Valea Jiului para que restablecieran el orden (lo que se conoce como Minerada).